# 西加賀野井村
西加賀野井村（にしかがのいむら）は、かつて岐阜県羽島郡にあった村である。
現在の羽島市下中町加賀野井などに該当する。
発足時は中島郡であったが、郡の合併で羽島郡の村となっている。

## 歴史
- 中島郡中庄[2]
- 1586年（天正14年） - 大洪水により、現在の木曽川の流れが大きく変わる。その影響で尾張国中島郡加賀野井村は分断され、東加賀野井村と西加賀野井村に分立し、両村とも美濃国に編入される。
- 1888年（明治20年） - 東加賀野井村[3]が愛知県中島郡に編入される。
- 1889年（明治22年）7月1日 - 町村制により西加賀野井村が発足。
- 1897年（明治30年）4月1日[4] - 羽栗郡と中島郡が合併して羽島郡となり、当村は羽島郡の所属となる。
- 1897年（明治30年）4月1日 - 市之枝村、石田村、城屋敷村と合併し、下中島村が発足。同日西加賀野井村廃止。

## 史跡
- 加賀野井城址